# Saint-François-Lacroix
Saint-François-Lacroix (deutsch Sankt Franz-Kreuz) ist eine französische Gemeinde mit 322 Einwohnern (Stand 1. Januar 2022) im Département Moselle in der Region Grand Est (bis 2015 Lothringen). Sie besteht aus zwei geschlossenen Ortschaften, Saint-François und Lacroix.

## Geographie
Die Gemeinde liegt in Lothringen, 37 Kilometer nordöstlich von Metz, 22 Kilometer nordnordwestlich von Boulay-Moselle (Bolchen), neun Kilometer nordwestlich der Kleinstadt Bouzonville (Busendorf) und  zwei Kilometer östlich des Dorfs Monneren sowie zehn Kilometer Luftlinie von der Grenze zum Saarland entfernt. Der Ortsteil Lacroix liegt an der Kreuzung zweier Durchgangsstraßen in exponierter Lage, während Saint François etwas abgelegen in einer Tallage auf einer schmalen, geneigten Erhöhung zwischen zwei Bächen (Riedellage) gelegen ist.
Geologisch gesehen liegt der Ort in den Schichten des Keuper als Teil des Pariser Beckens (lothringische Schichtstufenlandschaft). Die Böden sind tonig-mergelig. Im Untergrund gibt es Gipsvorkommen, die in Nachbargemeinden (z. B. Kemplich, Veckring) auch abgebaut wurden. Auf einer Zufahrtsstraße zum Ortsteil Saint François sieht man im Feld Eindellungen, sogenannte Mardellen. Diese entstehen in Folge von Sackungen aufgrund von Gipslösung im Untergrund. Das Landschaftsbild ist von Grünflächen und Landwirtschaft geprägt, aber immer wieder durch größere Waldstücke unterbrochen.

## Geschichte
Die Ortschaft Sankt Franz gehörte früher zum Bistum Metz, einem Fürstbistum des Heiligen Römischen Reichs.
Der Weiler Kreuz (Lacroix) entstand 1583. Das Dorf Sankt Franz wurde 1612–1624 von belgischen Einwanderern erbaut. Beide Dörfern sind geplante Siedlungen des Klosters Villers-Bettnach (Weiler-Bettnach). Gründer waren die Lothringer Herzöge Karl III. bzw. Heinrich II. 1661 wurden Sankt Franz und Kreuz zusammen mit Sierck „mit seinen dreißig Dörfern“ im Frieden von Vincennes zur Schaffung eines französischen Korridors durch Reichsgebiet   von  Frankreich annektiert.
1732 bis 1739 wurde die Kapelle von Saint François erbaut. Sie ist wie der Ort nach dem heiligen Franz von Assisi benannt und steht erhaben am Ende der historischen Dorfstraße „rue des roses“ (entlang des o. g. Riedels).
Durch den Frankfurter Frieden vom 10. Mai 1871 kam das Gebiet an das deutsche Reichsland Elsaß-Lothringen, und das Dorf wurde dem Kreis Bolchen im Bezirk Lothringen zugeordnet. Nach dem Ersten Weltkrieg musste die Region aufgrund der Bestimmungen des Versailler Vertrags 1919 an Frankreich abgetreten werden. Im Zweiten Weltkrieg war das Gebiet  von der deutschen Wehrmacht besetzt und stand bis 1944 unter deutscher Verwaltung.
Die Siedlung besteht heute aus einzelnen Bauernhäusern (Typ tiefgegliedertes lothringisches Einhaus = Wohn- und Wirtschaftsteil unter einem Dach) und wenigen Gehöften des 18./19. Jahrhunderts, zumeist in zeilenartiger geschlossener bis halbgeschlossener Bauweise. Beide Dörfer erhielten ab den 80er Jahren und verstärkt ab 2000 Zuwachs durch freistehende villenartige Anwesen von Einpendlern, die zumeist in Luxembourg arbeiten. Dadurch konnte die in der 2. Hälfte des 20. Jahrhunderts zurückgehende Bevölkerungszahl (um 2000 unter 200 Einwohner) wieder aufgefangen werden.

### Bevölkerungsentwicklung
| Jahr                       | 1962 | 1968 | 1975 | 1982 | 1990 | 1999 | 2009 | 2019 |
| Einwohner                  | 159  | 132  | 103  | 107  | 139  | 162  | 286  | 303  |
| Quellen: Cassini und INSEE |      |      |      |      |      |      |      |      |

## Wappen
Das Kreuz steht für die Abtei Villers-Bettnach und erinnert auch an den Namen des Ortes; die Vögel sind die Embleme des Heiligen Franz von Assisi.

## Sehenswürdigkeiten
- Kapelle St. François von 1739 im Ortsteil Saint-François
- Kapelle La Croix aus dem 19. Jahrhundert im Ortsteil Lacroix
- Oratorium im Ortsteil Saint-François

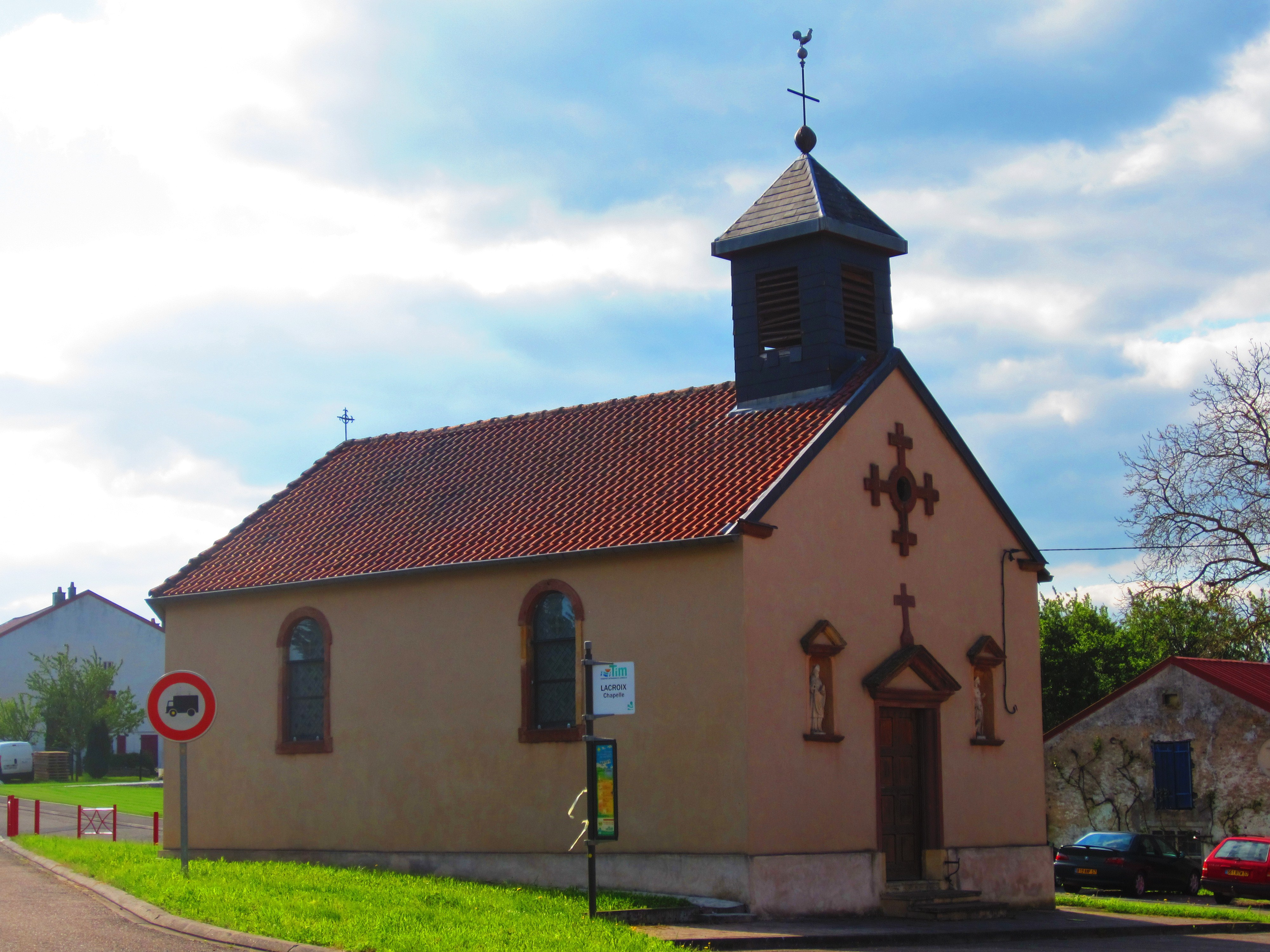
Kapelle La Croix
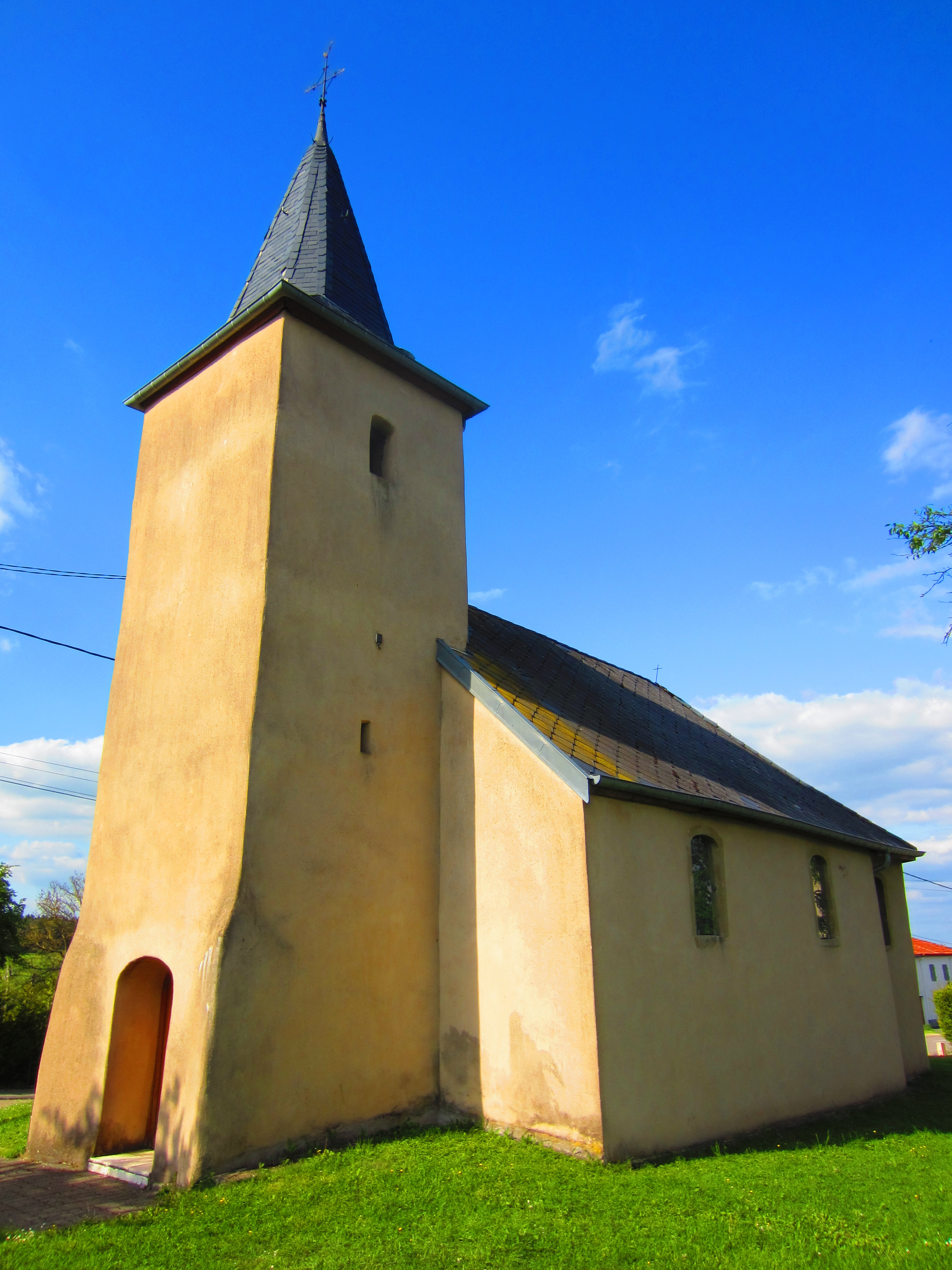
Kapelle St. François
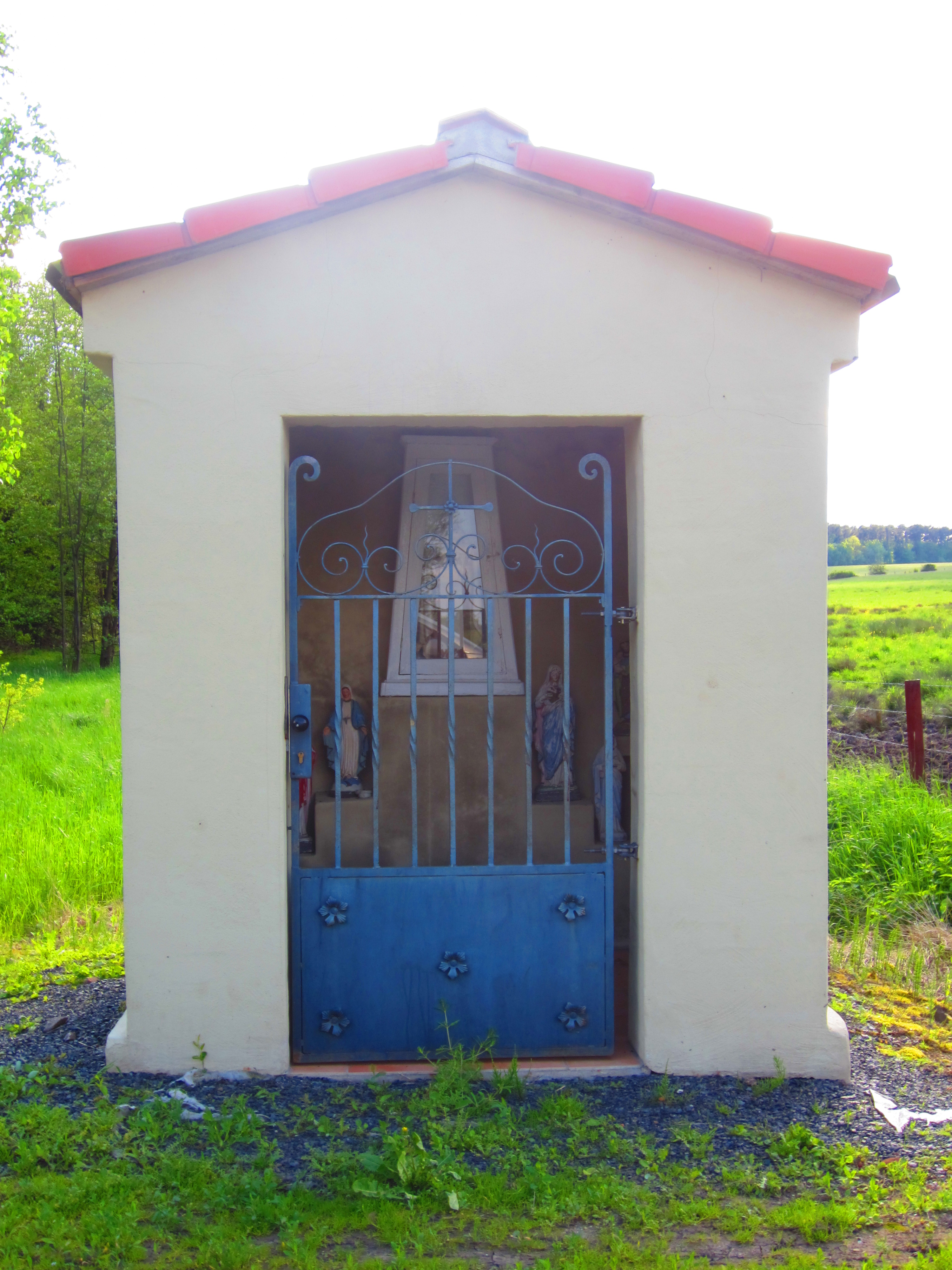
Oratorium